# Karpfenfische
Die Karpfenfische (Cyprinidae) sind die größte Familie der Karpfenartigen (Cypriniformes). Zu der Familie gehören bekannte Süßwasserfische, wie der Karpfen, die Karausche, der Giebel und seine Zuchtform, der Goldfisch, viele kleine Arten, die als Aquarienfische geeignet sind, und mit Tor tor vom Indischen Subkontinent und der südostasiatischen Riesenbarbe (Catlocarpio siamensis) auch die größten Karpfenfischarten der Welt.
Die Karpfenfische sind mit über 1300 Arten die artenreichste Familie der Karpfenartigen (ca. 4300 Arten) und mit etwa 400 nah verwandten Arten enthalten sie mehr polyploide (ca. 100 tetraploide und ca. 150 hexaploide) Arten als jede andere Fischgruppe. Diese Arten gehen wahrscheinlich auf Hybridisierung von verschiedenen Ausgangsarten und einer anschließenden raschen adaptiven Radiation zurück. Die meisten Arten der Karpfenfische kommen in Gewässern des südlichen Eurasien und in Afrika vor, andere auch in Nord- und Mitteleuropa oder in Zentralasien. Der Karpfen und weitere für die menschliche Ernährung bedeutsame Arten wurden vom Menschen fast weltweit verbreitet und leben heute auch in Gewässern früher karpfenfischfreier Regionen wie Südamerika, Madagaskar, Australien und Neuseeland.

## Merkmale
Die Familie der Karpfenfische umfasst recht kleine (nur 3 cm Länge), jedoch auch sehr große (2 m) Arten. Ihr Körper ist langgestreckt bis hochrückig und seitlich nur wenig abgeflacht. Das Maul ist endständig oder unterständig. Die Lippen sind dick, fleischig und oft mit Strukturen, wie Tuberkeln, Papillen oder fransenartigen Auswüchsen besetzt. Barteln können fehlen oder mit ein oder zwei Paar vorhanden sein. Die Kiefer sind zahnlos; auf den Schlundknochen befinden sich allerdings angewachsene Schlundzähne, die man zur Bestimmung der Arten benutzen kann. Die Schlundzähne stehen in einer, zwei oder drei Reihen und werden meist gegen eine Hornplatte an der Schädelunterseite, den sogenannten Karpfen- oder Mahlstein, bewegt. Die Struktur des Mauls ist für die einzelnen Gattungen charakteristisch und ein wichtiges taxonomisches Merkmal. Ferner besitzen die Karpfenartigen keinen ausgebildeten Magen, die Speiseröhre geht direkt in den Mitteldarm über. Die Schwimmblase ist zwei- bis mehrteilig und über eine Reihe von acht kleinen Knochen (Weberscher Apparat) mit dem Innenohr verbunden, so dass eine gute Schallwellenübertragung ermöglicht ist. Charakteristisch für die Karpfenfische ist ferner der Laichausschlag und der Schreckstoff (Alarmsubstanz in besonderen Hautzellen), der Schwarmfische warnt, wenn einer von ihnen durch einen Räuber (Hecht, Reiher) gepackt wurde.
Die Rückenflosse sitzt meist direkt über den Bauchflossen. Die ersten Flossenstrahlen von Rücken- und Afterflosse sind verknöchert und ungeteilt. Die hintere Kante des ersten Flossenstrahls kann gezähnt sein. Die kurze Afterflosse hat fünf bis sieben geteilte Weichstrahlen.

## Systematik
Die Karpfenfische wurden 1810 durch den US-amerikanischen Universalgelehrten Constantine S. Rafinesque-Schmaltz als Taxon eingeführt. Zu ihnen gehörten bis Mitte der 2010er Jahre zahlreiche Unterfamilien, die jetzt eigenständige Familien sind (z. B. Weißfische, Bärblinge usw.), umfassen aber jetzt nur noch die ehemaligen Cyprininae. Diese wurden im Jahr 2015 durch Jörg Freyhof und Kollegen systematisch überarbeitet und in elf Tribus unterteilt. In der wissenschaftlichen Fischdatenbank Catalog of Fishes, deren Systematik hier wiedergegeben wird, sind die 11 Tribus zu 10 Unterfamilien geworden, da die Poropuntiini im Catalog of Fishes zu den Cyprinini gestellt werden, hier Cyprininae.

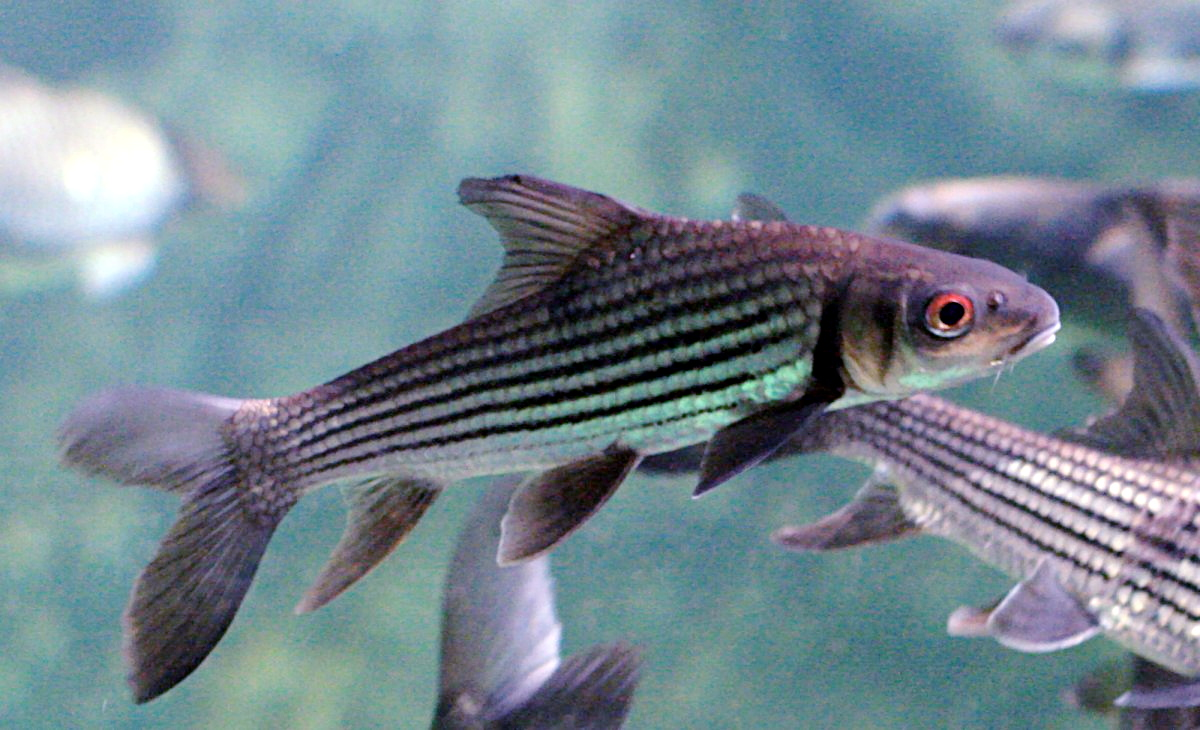
Probarbus jullieni

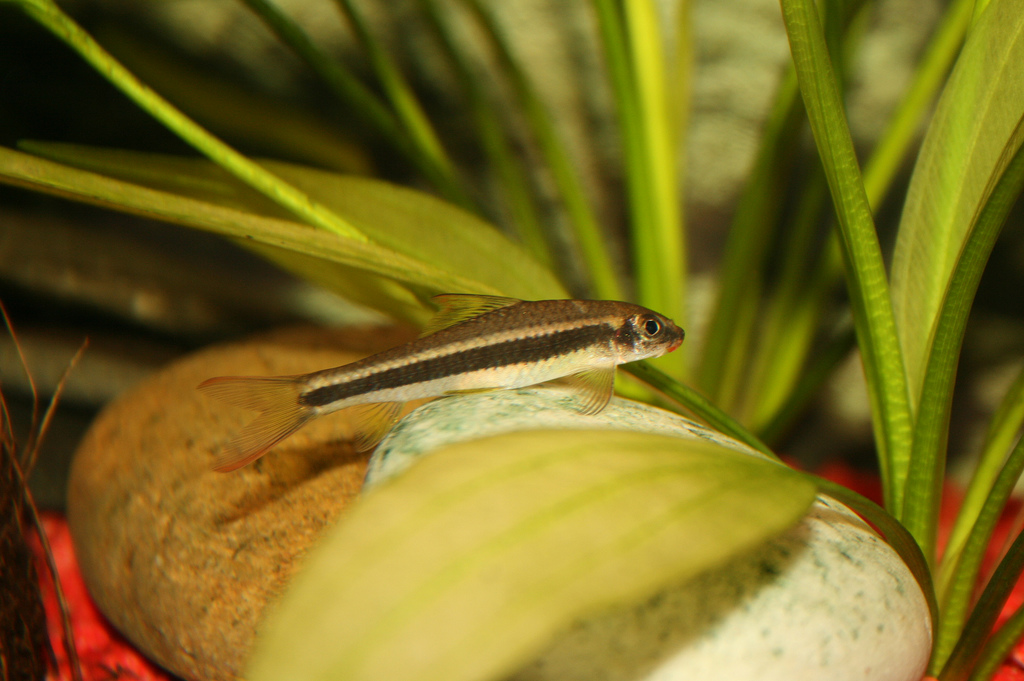
Schönflossige Rüsselbarbe (Epalzeorhynchos kalopterus)

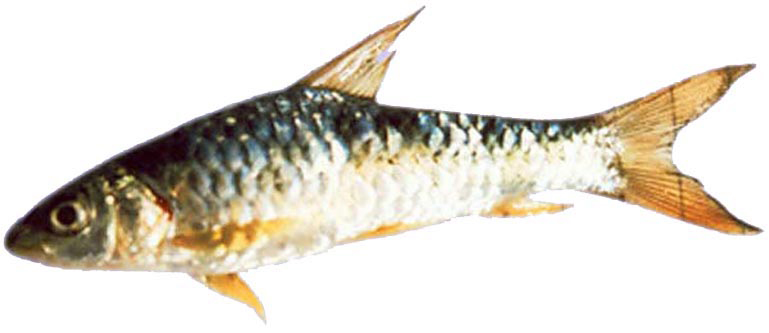
Tor khudree

- Probarbinae Yang et al., 2015; Südostasien
  - Catlocarpio
  - Probarbus
- Labeoninae Bleeker, 1859; Afrika und tropisches Asien
  - Labeo und etwa 40 weitere Gattungen[7]
- Torinae Karaman, 1971; Afrika und tropisches Asien
  - Atlantor[8]
  - Barbopsis
  - Naziritor
  - Neolissochilus
  - Tor
  - Hypselobarbus-Klade
    - Hypselobarbus
    - Lepidopygopsis
    - Osteochilichthys

  - Labeobarbus-Klade
    - Arabibarbus
    - Carasobarbus
    - Labeobarbus
    - Mesopotamichthys
    - Pterocapoeta
- Smiliogastrinae Bleeker, 1863; Afrika und tropisches AsienCheilobarbus capensis Schwarzfleckbarbe, Dawkinsia filamentosa (oben), darunter Dawkinsia assimilisOreichthys parvus, Männchen
  - Amatolacypris[9]
  - Barbodes
  - Barboides
  - Bhava[10]
  - Caecobarbus
  - Chagunius
  - Cheilobarbus[9]
  - Clypeobarbus
  - Coptostomabarbus
  - Dawkinsia
  - Desmopuntius
  - Enteromius
  - Hampala
  - Haludaria
  - Namaquacypris[9]
  - Oliotius
  - Oreichthys
  - Osteobrama
  - Pethia
  - Plesiopuntius[10]
  - Prolabeops[11]
  - Pseudobarbus
  - Puntigrus
  - Puntius
  - Rohanella[10]
  - Rohtee
  - Sahyadria
  - Sedercypris[9]
  - Striuntius
  - Systomus
  - Waikhomia[12]

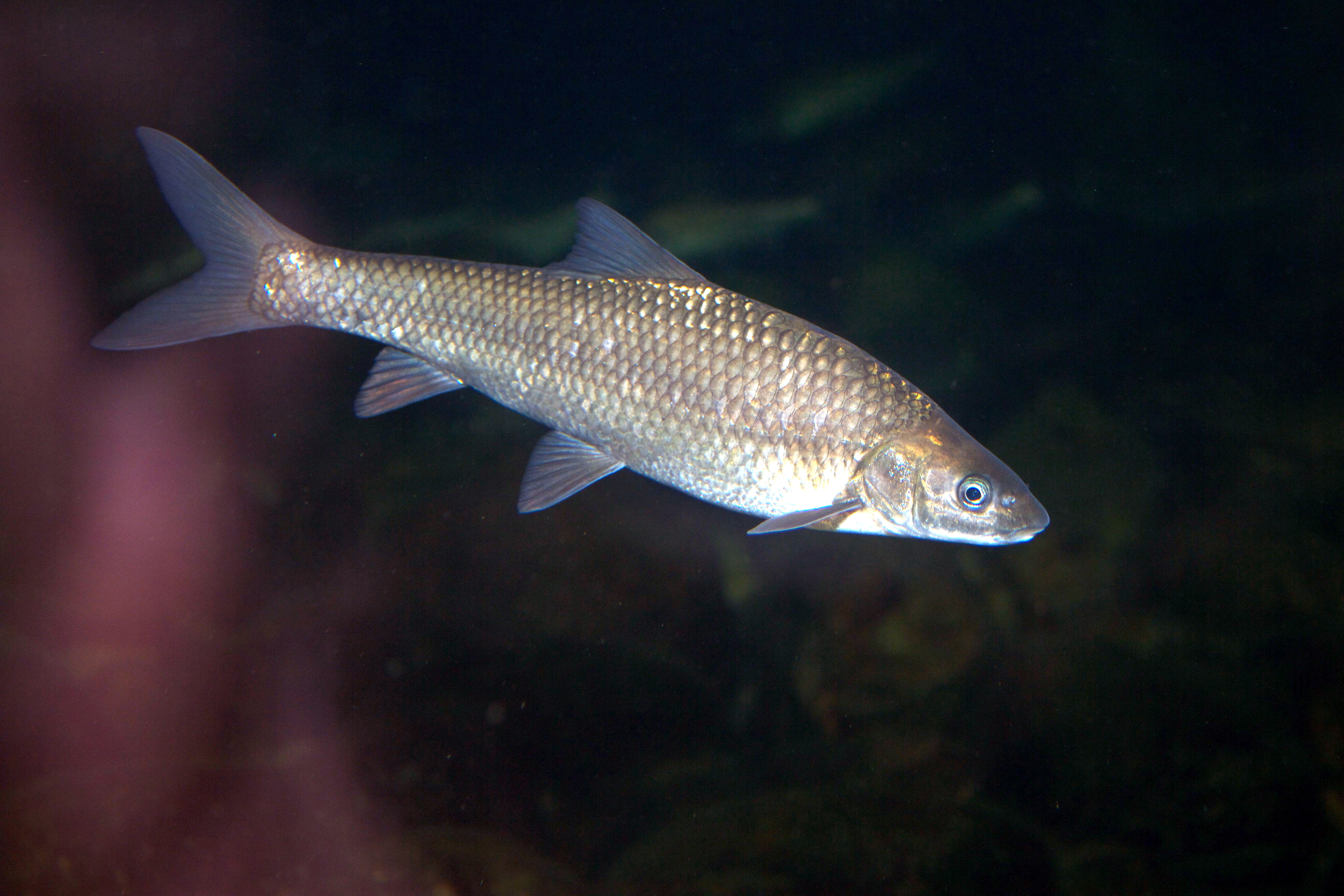
Cheilobarbus capensis

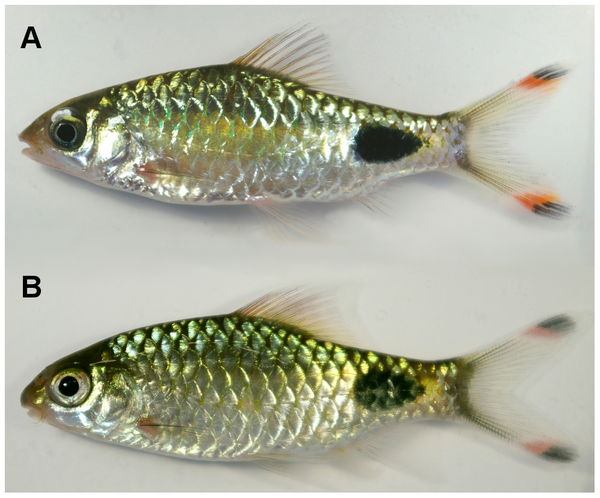
Schwarzfleckbarbe, Dawkinsia filamentosa (oben), darunter Dawkinsia assimilis

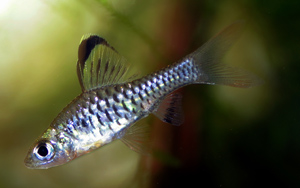
Oreichthys parvus, Männchen

- Cyprininae Rafinesque, 1815; EurasienHaibarbe (Balantiocheilos melanopterus)Karpfen (Cyprinus carpio)Wetmors Barbe (Hypsibarbus wetmorei)Sawbwa resplendens
  - Aaptosyax
  - Albulichthys
  - Amblyrhynchichthys
  - Balantiocheilos
  - ‘Barbodes’ semifasciolatus
  - Barbonymus
  - ‘Barbonymus’ gonionotus
  - Carassioides
  - Carassius
  - Cosmochilus
  - Cyclocheilichthys
  - Cyclocheilos
  - Cyprinus
  - Discherodontus
  - Eirmotus
  - Hypsibarbus
  - Kalimantania
  - Laocypris
  - Luciocyprinus
  - Mystacoleucus
  - Neobarynotus
  - Parasikukia
  - Paraspinibarbus
  - Parator
  - Poropuntius
  - Procypris
  - Puntioplites
  - ‘Puntius’ snyderi
  - Rohteichthys
  - Sawbwa
  - Scaphognathops
  - Sikukia
  - Sinocyclocheilus
  - Typhlobarbus

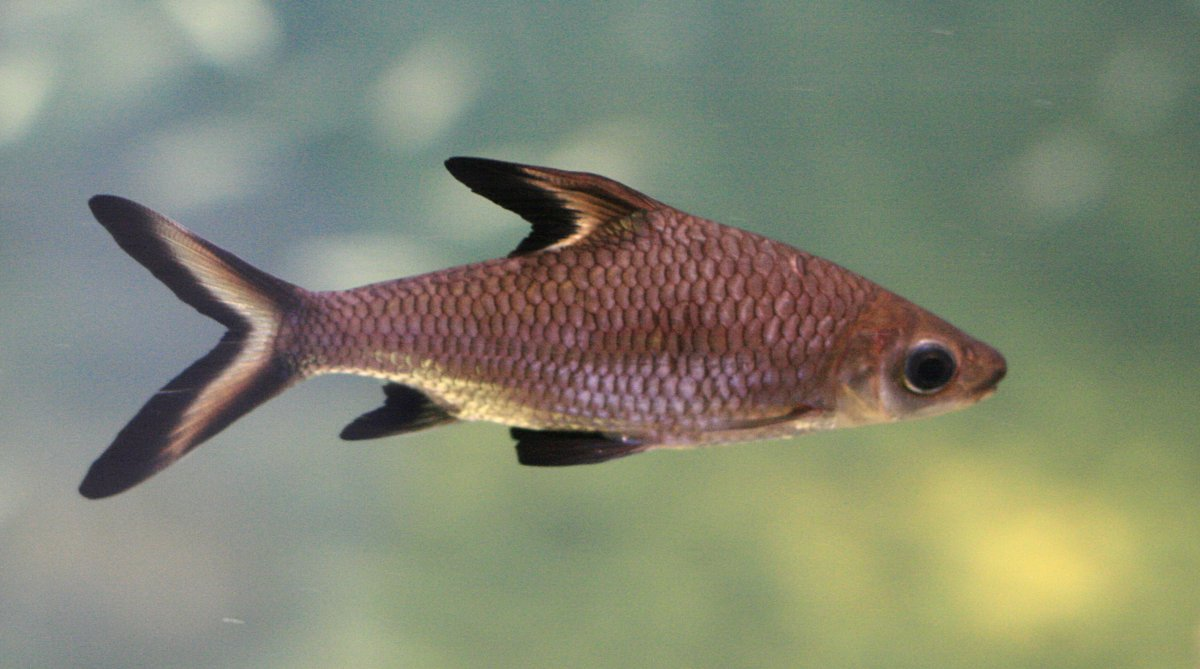
Haibarbe (Balantiocheilos melanopterus)

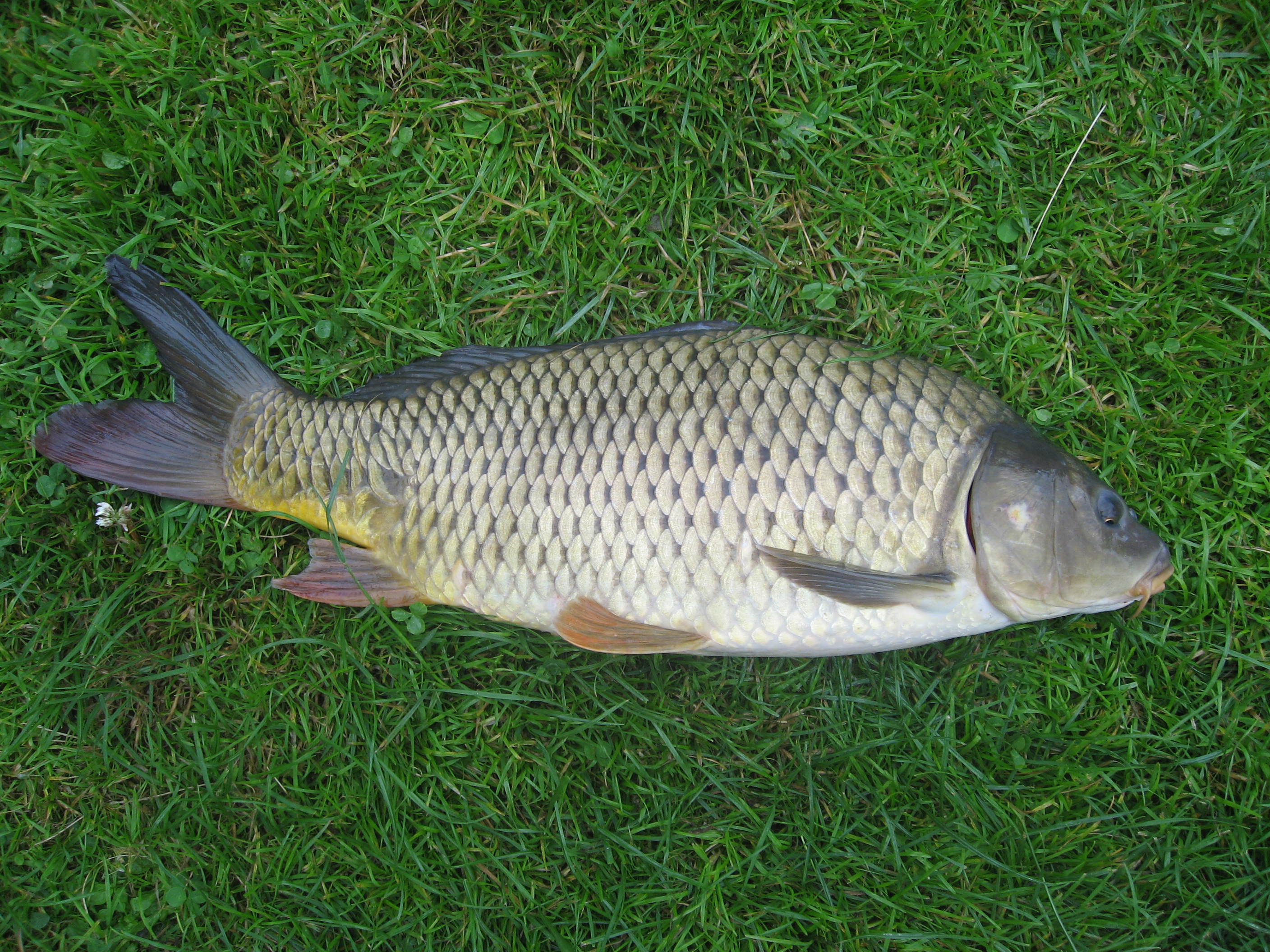
Karpfen (Cyprinus carpio)

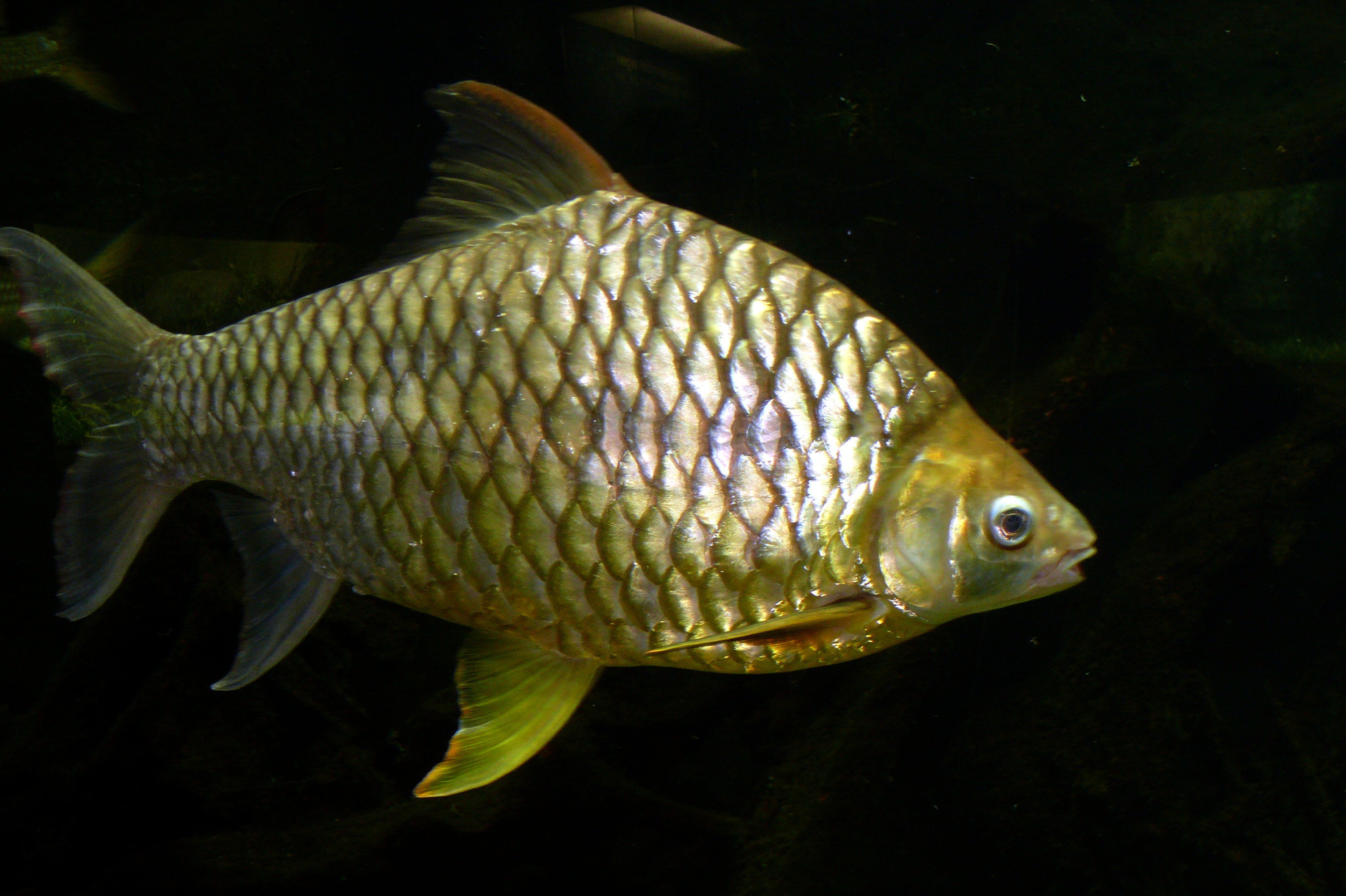
Wetmors Barbe (Hypsibarbus wetmorei)

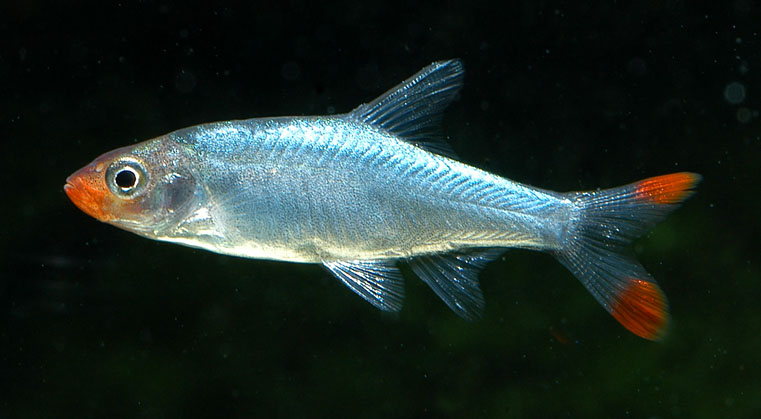
Sawbwa resplendens

- Acrossocheilinae Yang et al., 2015; Südostasien und ChinaAcrossocheilus yunnanensis
  - Acrossocheilus
  - Angustistoma[13]
  - Folifer
  - Hongiastoma[13]
  - Onychostoma
  - Scaphostoma[13]

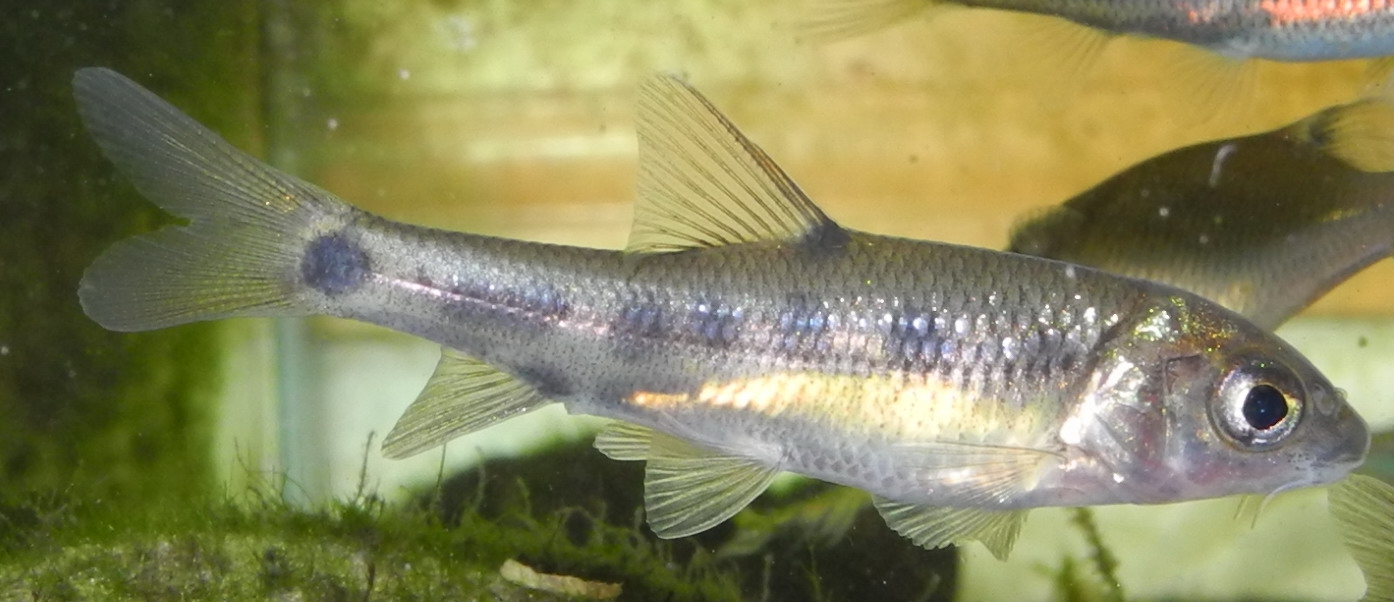
Acrossocheilus yunnanensis

- Spinibarbinae Yang et al., 2015; Laos, nördliches Vietnam und südliches ChinaSpinibarbis sinensis
  - Spinibarbus

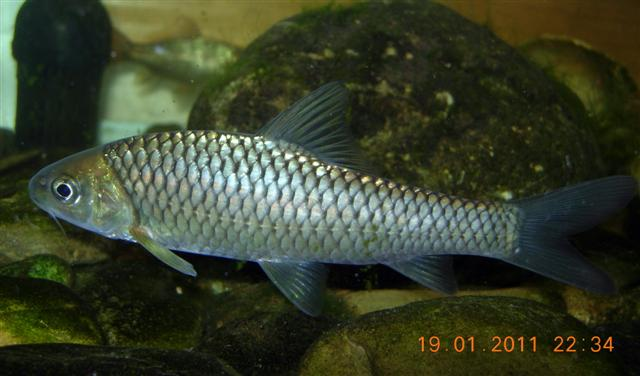
Spinibarbis sinensis

- Schizothoracinae McClelland, 1842; ZentralasienSchizothorax eurystomus
  - Aspiorhynchus
  - Percocypris
  - Schizopyge
  - Schizothorax

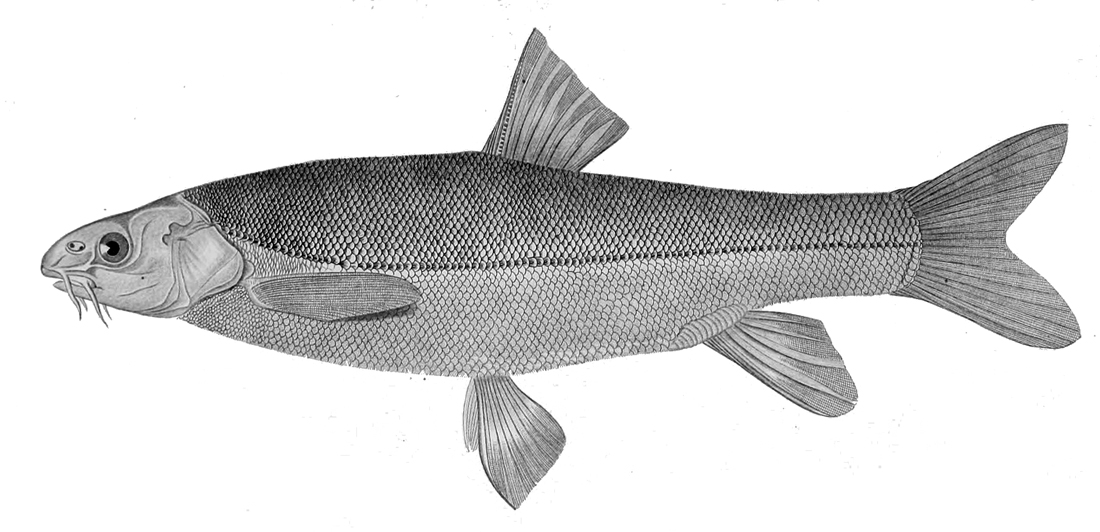
Schizothorax eurystomus

- Schizopygopsinae Mirza, 1991; ZentralasienSchizopygopsis stoliczkai
  - Chuanchia
  - Diptychus
  - Gymnocypris
  - Gymnodiptychus
  - Herzensteinia
  - Oxygymnocypris
  - Platypharodon
  - Ptychobarbus
  - Schizopygopsis

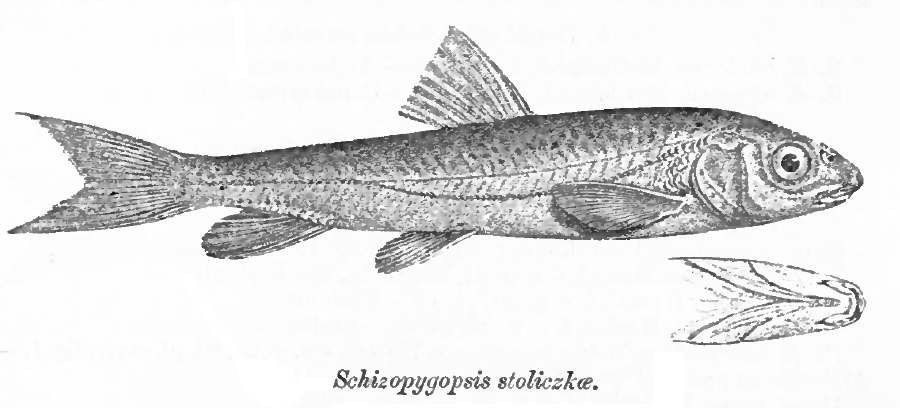
Schizopygopsis stoliczkai

- Barbinae Bleeker, 1859; Eurasien, nordwestliches AfrikaFlussbarbe (Barbus barbus)Luciobarbus bocagei

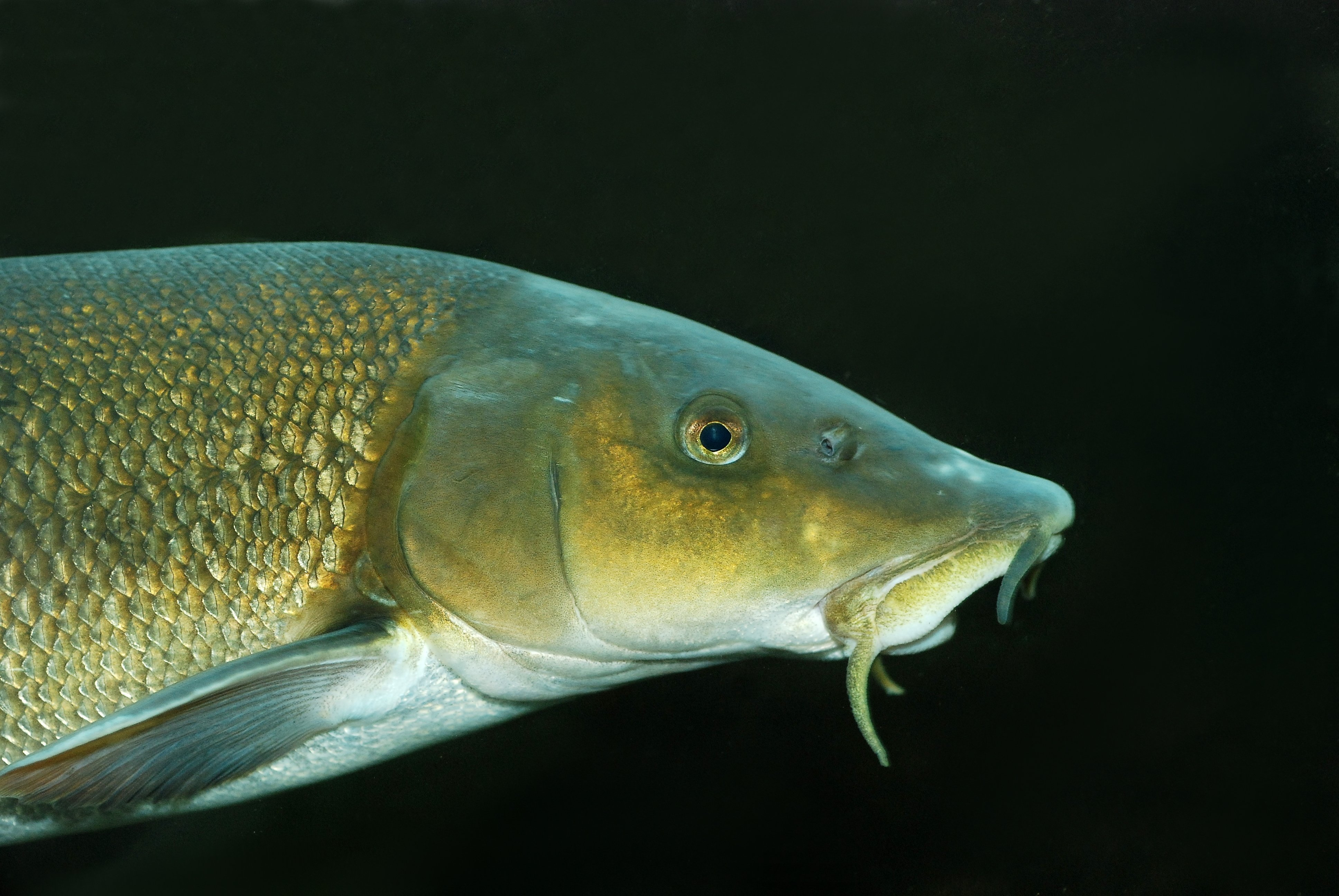
Flussbarbe (Barbus barbus)

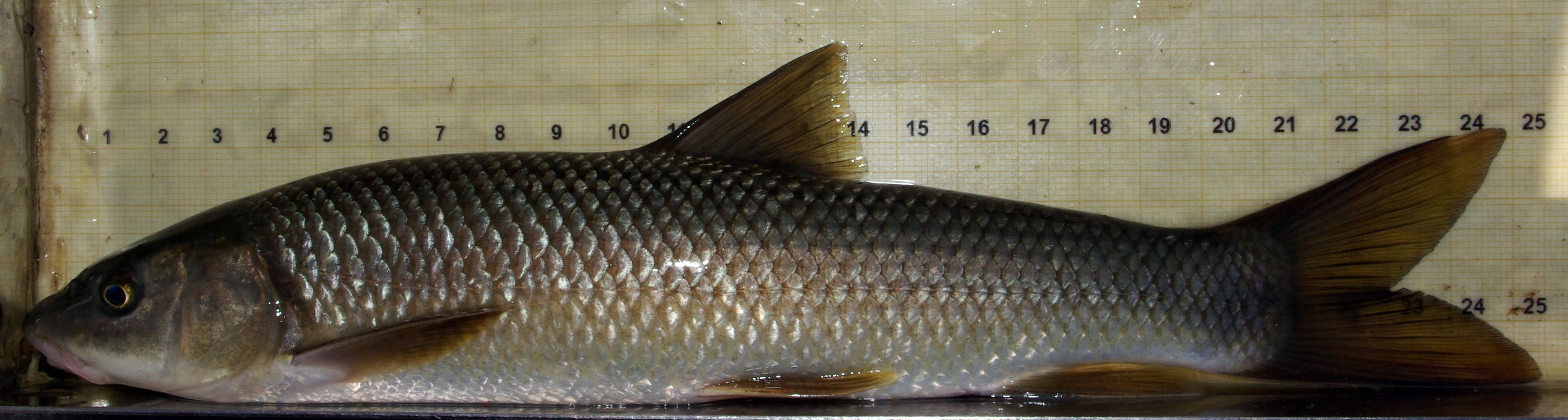
Luciobarbus bocagei

  - Aulopyge
  - Barbus
  - Capoeta
  - Cyprinion
  - Luciobarbus
  - Scaphiodonichthys
  - Schizocypris
  - Semiplotus